# Leucandra mitsukurii
Leucandra mitsukurii är en svampdjursart som beskrevs av Hozawa 1929. Leucandra mitsukurii ingår i släktet Leucandra och familjen Grantiidae.
Artens utbredningsområde är havet kring Japan. Inga underarter finns listade i Catalogue of Life.